# Ekstra Bladet
 (janvier 2022).
Ekstra Bladet est un tabloïd danois publié par JP/Politikens Hus, un des plus grands groupes de presse du pays.

## Ligne éditoriale
Très axé sur le sensationnalisme, le journal tire la majorité de ses revenus de publicité à caractère sexuel. Depuis 1976, le journal présente une pin-up dévêtue en page 9, connue sous le nom de « Side 9 Pigen » (La fille de la page 9).[réf. nécessaire]